# Leucania laevusta
Leucania laevusta är en fjärilsart som beskrevs av Emilio Berio 1955. Leucania laevusta ingår i släktet Leucania och familjen nattflyn. Inga underarter finns listade i Catalogue of Life.